# Ермолин, Юрий Юрьевич
Юрий Юрьевич Ермолин (род. 17 июля 1984, Омск) — российский хоккеист, нападающий.

## Биография
Воспитанник омского «Авангарда», тренер Игорь Назаренко. В первенстве России начинал играть за «Авангард-ВДВ» в первой лиге (2000/01 — 2001/02). В сезоне 2002/03 дебютировал за «Авангард» в Суперлиге, в концовке следующего сезона перешёл в челябинский «Трактор». Играл за «Торпедо» НН (2004/05), «Омские ястребы» (2004/05), «Сибирь» (2004/05), белорусские «Химик-СКА» и «Керамин» (2005/06), казахстанский «Горняк» Рудный (2007/08), «Газпром-ОГУ» Оренбург, «Металлург» Медногорск (2007/08).
Участник чемпионата мира среди молодёжных команд 2004.
В начале 2000-х назывался самым талантливым нападающим из воспитанников «Авангарда», но завершил карьеру игрока в 23 года из-за «неготовности к взрослой жизни и взрослому хоккею».
Старший брат Михаил Ермолин (Потапов) выступал за «Авангард» в сезоне 1992/93.